# Usinsk
Usinsk (russisk: Усинск, tr. Usinsk) er en by i Republikken Komi i Rusland, ca. 750 km nordøst for republikkens hovedstad Syktyvkar, og 100 km nord for byen Petjora. Den ligger på nordbredden af floden Usa, omkring 30 km før denne munder ud i floden Petjora. Indbyggertallet i Usinsk er 39 831(2014).
Usinsk blev grundlagt i 1966 som en bosætning ved de nyopdagede forekomstene af råolie mod nord i Republikken Komi, og fik bystatus i 1984. Usinsk er administrativt direkte underlagt republikken. Til byen hører et 30 600 km² stort territorie.
Byen er centrum for olie og gasudvindingen i Republikken Komi. Tre fjerdedele af olien, der udvindes i republikken kommer fra feltene i territoriet omkring Usinsk. I 1980 blev byen knyttet til Petjorabanen med et 108 km langt sidespor.